# The Irish Times
The Irish Times – irlandzki dziennik wydawany od 29 marca 1859.
Gazeta powstała jako reprezentacja środowisk anglikańskich, które opowiadały się za pozostaniem Irlandii w składzie Wielkiej Brytanii, obecnie ma profil socjalno-liberalny i lewicowy ekonomicznie.
Jego sprzedaż utrzymuje się dziennie na poziomie 106 926 egzemplarzy (2009).

## Redaktorzy
- R.M. Smyllie (1934–1954)
- Alec Newman (1954–1961)
- Douglas Gageby (1963–1986)[2][3]
- Conor Brady (1986–2002)
- Geraldine Kennedy (od 2002)